# Tropidia pygmaea
Tropidia pygmaea är en tvåvingeart som beskrevs av Shannon 1926. Tropidia pygmaea ingår i släktet eldblomflugor, och familjen blomflugor.
Artens utbredningsområde är Utah. Inga underarter finns listade i Catalogue of Life.